# Robert Longo
Robert Longo (Estados Unidos da América, 7 de janeiro de 1953) é um artista, pintor e escultor de arte contemporânea. Influenciam a sua arte o cinema, a televisão, as revistas, banda desenhada, com os quais se sentia fascinado já desde criança.
É conhecido por usar abundantemente grafite e lápis e pelos desenhos e esculturas de grande dimensão.
Ganhou notoriedade através da sua série intitulada “Men in the Cities”, onde retrata com desenhos a carvão, figuras humanas contorcidas. Sobre elas, que se tornaram uma imagem de marca do artista, refere:
No ano de 2010 tem uma retrospectiva sua em exibição no Museu Colecção Berardo, em Lisboa, coproduzida com o Musée d’Art Moderne et Contemporain de Nice, composta por peças de várias fases da sua carreira.
A sua obra já esteve em retrospectiva no Museu de Arte de Los Angeles e no Museu de Arte Contemporânea de Chicago.

## Obras
- Men in the Cities
- Black Flags (1989-91)
- Bodyhammers” (1993-95)
- Magellan (1995-96)